# سالم الحمدان
سالم الحمدان، لاعب كرة قدم مرمى سعودي ، يلعب في الظهير الأيسر في نادي النهضة.

## مسيرة اللاعب
كانت بداياته مع نادي القادسية وأعاره القادسية إلى الحزم في عام 2016 ولعب معهم موسم وبعدها انتقل إلى الحزم وعاد إلى نادي القادسية في عام 2019 و أعير إلى نادي البكيرية ونادي النجوم و لعب بعدها مع نادي النهضة ونادي الهدى.

## روابط خارجية
- سالم الحمدان على موقع قاعدة بيانات كرة القدم.إي يو (الإنجليزية)
- سالم الحمدان على موقع Soccerway.com (الإنجليزية)
- سالم الحمدان على موقع كووورة